# Great Ryton
Great Ryton – wieś w Anglii, w hrabstwie Shropshire. Leży 10 km na południe od miasta Shrewsbury i 219 km na północny zachód od Londynu.